# John Cacavas
John Cacavas est un compositeur américain né le 13 août 1930 à Aberdeen, Dakota du Sud (États-Unis), mort le 28 janvier 2014.

## Filmographie
- 1973 : She Cried Murder (TV)
- 1973 : Kojak (série télévisée)
- 1973 : Linda (TV)
- 1973 : Terreur dans le Shanghaï express (Horror Express)
- 1973 : Blade de Ernest Pintoff
- 1974 : Dracula vit toujours à Londres (The Satanic Rites of Dracula)
- 1974 : Panique dans l'ascenseur (The Elevator) (TV)
- 1974 : 747 en péril (Airport 1975)
- 1974 : Amy Prentiss (série télévisée)
- 1975 : Kate McShane (TV)
- 1975 : Friendly Persuasion (TV)
- 1976 : Super Jaimie ("The Bionic Woman") (série télévisée)
- 1977 : SST: Death Flight (TV)
- 1977 : Les Naufragés du 747 (Airport '77)
- 1977 : Murder at the World Series (TV)
- 1977 : Relentless (TV)
- 1978 : The Ghost of Thomas Kempe (TV)
- 1978 : Superdome (TV)
- 1978 : The Eddie Capra Mysteries (série télévisée)
- 1978 : BJ and the Bear (TV)
- 1978 : Human Feelings (TV)
- 1978 : The Time Machine  (TV)
- 1979 : The Contest Kid Strikes Again (TV)
- 1979 : Doctors' Private Lives (feuilleton TV)
- 1979 : Buck Rogers (Buck Rogers in the 25th Century) (série télévisée)
- 1979 : Eischied (série télévisée)
- 1980 : Space Connection (Hangar 18)
- 1980 : Il était une fois un espion (Once Upon a Spy) (TV)
- 1981 : Notorious Jumping Frog of Calaveras County (TV)
- 1981 : Gangster Wars (en)
- 1981 : Cauchemar (No Place to Hide) (TV)
- 1981 : Hellinger mène l'enquête (Hellinger's Law) (TV)
- 1981 : Separate Ways
- 1981 : California Gold Rush (TV)
- 1981 : Shannon (série télévisée)
- 1981 : Child Bride of Short Creek (TV)
- 1982 : Cry for the Strangers (TV)
- 1982 : My Palikari (TV)
- 1982 : CBS Afternoon Playhouse (TV)
- 1982 : Le Chant du bourreau (The Executioner's Song) (TV)
- 1983 : All the Money in the World (TV)
- 1983 : Still the Beaver (TV)
- 1983 : Cérémonie mortelle (Mortuary) de Howard Avedis
- 1983 : Le pénitencier de l'enfer (en) (Women of San Quentin)  (TV)
- 1984 : The Four Seasons (série télévisée)
- 1984 : Her Life as a Man (TV)
- 1984 : They're Playing with Fire
- 1985 : Murder: By Reason of Insanity (TV)
- 1985 : Lady Blue (TV)
- 1985 : A Death in California (TV)
- 1985 : Jenny's War (TV)
- 1985 : Equalizer ("The Equalizer") (série télévisée)
- 1986 : Le Monde à l'envers (A Time to Triumph) (TV)
- 1987 : Les Tueurs de l'autoroute (Police Story: The Freeway Killings) (TV)
- 1987 : Les Douze Salopards - Mission Suicide (The Dirty Dozen: The Deadly Mission) (TV)
- 1988 : Les Douze Salopards : Mission fatale (The Dirty Dozen: The Fatal Mission) (TV)
- 1989 : Il y a un truc! (Columbo: Columbo Goes to the Guillotine) (TV)
- 1989 : Margaret Bourke-White (TV)
- 1989 : Columbo : Grandes manœuvres et Petits Soldats (Columbo: Grand Deceptions) (TV)
- 1989 : Confessional (TV)
- 1990 : Kojak: None So Blind (TV)
- 1990 : Murder in Paradise (TV)
- 1991 : Attention - Le meurtre peut nuire à votre santé (Columbo: Caution - Murder Can Be Hazardous to Your Health) (TV)
- 1993 : The Return of Ironside (TV)
- 2000 : Perfect Murder, Perfect Town: JonBenét and the City of Boulder (TV)